# 第77回カンヌ国際映画祭
第77回カンヌ国際映画祭（だい77かいカンヌこくさいえいがさい、2024 Cannes Film Festival）は、2024年5月14日から12日間に渡って開催された。アメリカの映画監督グレタ・ガーウィグが審査委員長を務めた。パルム・ドールはショーン・ベイカー監督のアメリカ映画『ANORA アノーラ』が受賞した。

## 概要
今回はオープニング作品にカンタン・デュピュー監督のフランス映画『Le Deuxième Acte』が選出され、公式ポスターには第44回にてアウト・オブ・コンペティションに出品された1991年公開の黒澤明監督による日本映画『八月の狂詩曲』の一場面が採用された。ポスターの採用理由については「『姿三四郎』『羅生門』『七人の侍』『どですかでん』『デルス・ウザーラ』の監督が遺作の前に制作した本作は、団結すること、すべてのものの調和を求めることの大切さを思い出させてくれます。映画館を投影したこのポスターは、純真さとワクワクする気持ちをもって第七芸術を讃えます。映画はすべての人に声を与えるゆえに、人々を解放することを可能にし、傷を覚えているゆえに忘却と戦い、危険を明らかにするがゆえに団結を乞う。トラウマを和らげるゆえに生きることを修復する手助けとなるのです」としている。
日本からはある視点部門に奥山大史監督の『ぼくのお日さま』、カンヌ・クラシックス部門に日本公開70周年を記念してデジタル修復された黒澤明監督が1954年に製作した『七人の侍』、監督週間に山中瑶子監督の『ナミビアの砂漠』、久野遥子・山下敦弘監督の『化け猫あんずちゃん』、山村浩二監督の短編映画『とても短い』がそれぞれ出品され、『ナミビアの砂漠』が国際映画批評家連盟賞を受賞した。また、前述した公式ポスターに黒澤明監督の『八月の狂詩曲』の一場面が引用されたほか、監督週間のポスターでは北野武のイラストが採用され、コンペティション部門の審査員の一人として是枝裕和が就任し、名誉パルムドールにスタジオジブリが団体としては初となる受賞を果たした。